# Codi ATC P02
El  codi ATC P02, descrit com Antihelmíntics, és una subgrup terapèutic de l'Anatomical, Therapeutic, Chemical Classification System (ATC). La classificació ATC és un sistema de codis alfanumèric desenvolupat per l'Organització Mundial de la Salut (OMS) per als fàrmacs i altres productes sanitaris. El subgrup P02 és part del grup anatòmic P Productes antiparasitaris, insecticides i repel·lents.

Els codis per a ús veterinari (codis ATCvet) poden han estat creats afegint la lletra Q davant dels codis ATC humans: QP02... 
Les adaptacions estatals de la classificació ATC poden incloure codis addicionals no presents en aquesta llista, que segueix la versió de l'OMS.

## P02BAntitrematodes
P02B A Derivats de la quinolina i substàncies relacionades
P02B B Composts organofosforats
P02B X Altres agents antitrematodes

## P02CAntinematodes
P02C A Derivats del benzimidazol
P02C B Piperazina i derivats
P02C C Derivats de la tetrahidropirimidina
P02C I Derivats de l'imidazotiazol
P02C F Avermectines
P02C X Altres antinematodes

## P02DAnticestodes
P02D A Derivats de l'àcid salicílic
P02D X Altres anticestodes